# Schmidt von Schmiedebach
Die Schmidt von Schmiedebach (auch Schmied von Schmiedebach, von Schmidtbach) waren ein reiches und angesehenes Patrizier- bzw. Adelsgeschlecht aus Görlitz.

## Geschichte
Die überlieferte Ahnenlinie beginnt bei Friedrich Schmied († 1399), 1395 Mitglied im Görlitzer Magistrat. Sein Sohn Hans Schmidt (Vorname auch Johannes; Nachname „Smit“, auch Schmied) empfing im Jahr 1431 von Kaiser Sigismund ein Wappen. Knapp hundert Jahre später wurde das Wappen der Familie durch König Ferdinand gebessert.
Aus der nächsten Generation, aus der Familienmitglieder überliefert sind, ungewiss in welcher Beziehung sie zu Hans Schmidt standen, sind Johann (auch: Hans; * 1522; † 1602) und sein Bruder Joachim bekannt.
Wahrscheinlich war die Familie eines Stammes mit Michael Schmidt, 1551 erstmals Bürgermeister.
Joachim und Johann wurden 1551 in Innsbruck von Kaiser Karl V. in den rittermäßigen Reichsadelsstand erhoben, das Wappen gebessert.
Joachim zeugte die Kinder Joachim, Georg und Magdalena. Benedict war ihr Vetter. Benedicts Vater ist, soweit nachvollziehbar, nicht überliefert. Magdalena heiratete am 22. April 1577 den späteren Görlitzer Bürgermeister Sebastian Hoffmann.
Antonius Schmidt von Schmiedebach (* 4. Juni 1572; † 25. November 1613) war ein Sohn Georgs. Er heiratete am 5. Februar 1596 Dorothea (verw. Herrmann) und am 2. November 1598 ein zweites Mal, nämlich Martha Gehler. Eine Tochter Dorothea, ungewiss, ob aus erster oder zweiter Ehe, heiratete am 10. Oktober 1622 Georg Endermann, der mittleren bis fortgeschrittenen Alters noch mehrmals Bürgermeister wurde.
Johann Schmidt und Martha Rosenhain waren Eltern ihrer Tochter Katharina und möglicherweise weiteren Kindern.  Johann heiratete in zweiter Ehe Justina Ritter († 1609). ‚Georg Schmid‘ entstammte aus dieser Ehe und wurde in Thorn Ratsherr und Kämmerer. Von ihm stammte der gleichnamige ‚George Schmied von Schmiedebach‘ († 1697) ab, der auch in Thorn 1659 für 13 Jahre Sekretär und von 1679 bis zu seinem Lebensende sogar Thorner Bürgermeister wurde.
Der Adel der Brüder Joachim und Georg und auch ihres Vetters Benedict wurde 1583 von Kaiser Rudolf in Wien bestätigt. Sie schrieben sich seitdem Schmidt von Schmiedebach. Das Wappen entsprach dem Wappen von 1551. Das Wappen wurde auf einer 1598 gegossene Glocke in der Görlitzer Peterskirche angebracht.
Katharina heiratete im Jahr 1569 Alexander Schnitter († 1602), den Sohn von Hieronymus Schnitter und Hedwig Emerich. Auch Alexander Schnitters Wappen kam auf die Glocke in der Peterskirche. Aus der Ehe entstammte Anna (* 31. Juli 1583; † 30. Dezember 1620 oder 9. Januar 1621) und möglicherweise ein weiteres Kind, urkundlich belegt durch „Alexander Schnitters Jungferlein“ († 7. Oktober 1588). Katharina floh von ihrem Aberglauben angetrieben 1585/86 vor der Pest, möglicherweise nach Deutsch-Ossig, und brachte bei ihrer Rückkehr nach zehn Wochen Fremde mit „damit die ihrigen nicht über eine böse Spur treten müssen“ und fuhr wieder aufs Dorf hinaus. Sie erbte den Görlitzer Brauhof Petersgasse 10.
Der kaiserlichen Rat Augustinus Schmidt von Schmiedebach, wobei es auch hier keine überlieferte Stammlinie gibt, wurde am 26. Juni 1629 wegen seiner Verdienste im 30-jährigen Krieg in den böhmischen alten Adelsstand erhoben und empfing ein Wappen.

## Wappen
Blasonierung:
- Stammwappen (1431): in Rot ein rechts springender, silberner Pegasus, Stechhelm mit offenem Flug, rechter Flügel Silber, linker rot.
- Wappen (1530): Schild gespalten, vorne das Stammwappen, hinten in Schwarz eine absteigende goldene Spitze. auf dem Stechhelm ein schwarz-golden-rot-silbern gewundener Bund der Pegasus wachsend, zwischen offenem, silbern-rot, golden-schwarz geteiltem Flug; Helmdecken: rechts schwarz-Gold, links rot-Silber.
- Wappen (1551, 1583): Schild geviert, 1 und 4 das Stammwappen, 2 in Schwarz eine goldene, absteigende und 3 ebenfalls in Schwarz goldene, aufsteigende Spitze. Gekrönter Helm, Helmzier (Pegasus wachsend) und Helmdecken wie zuvor.
- Wappen (1629): wie 1551 aber mit Herzschild: in Silber ein geharnischter Ritter, schwertschwingend und mit einem rot-silbernen Busch auf dem Helm.

Wappenentwicklung

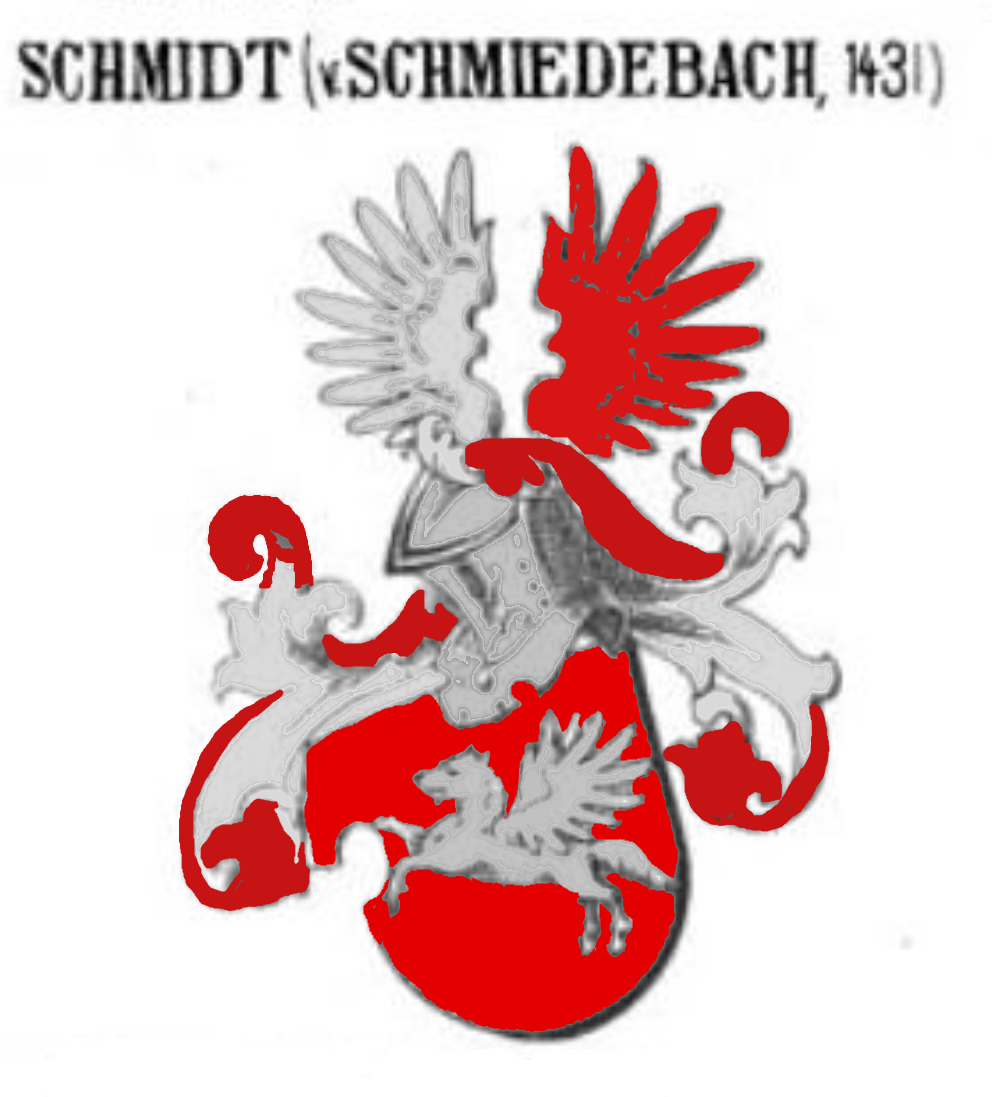
Stammwappen von 1431
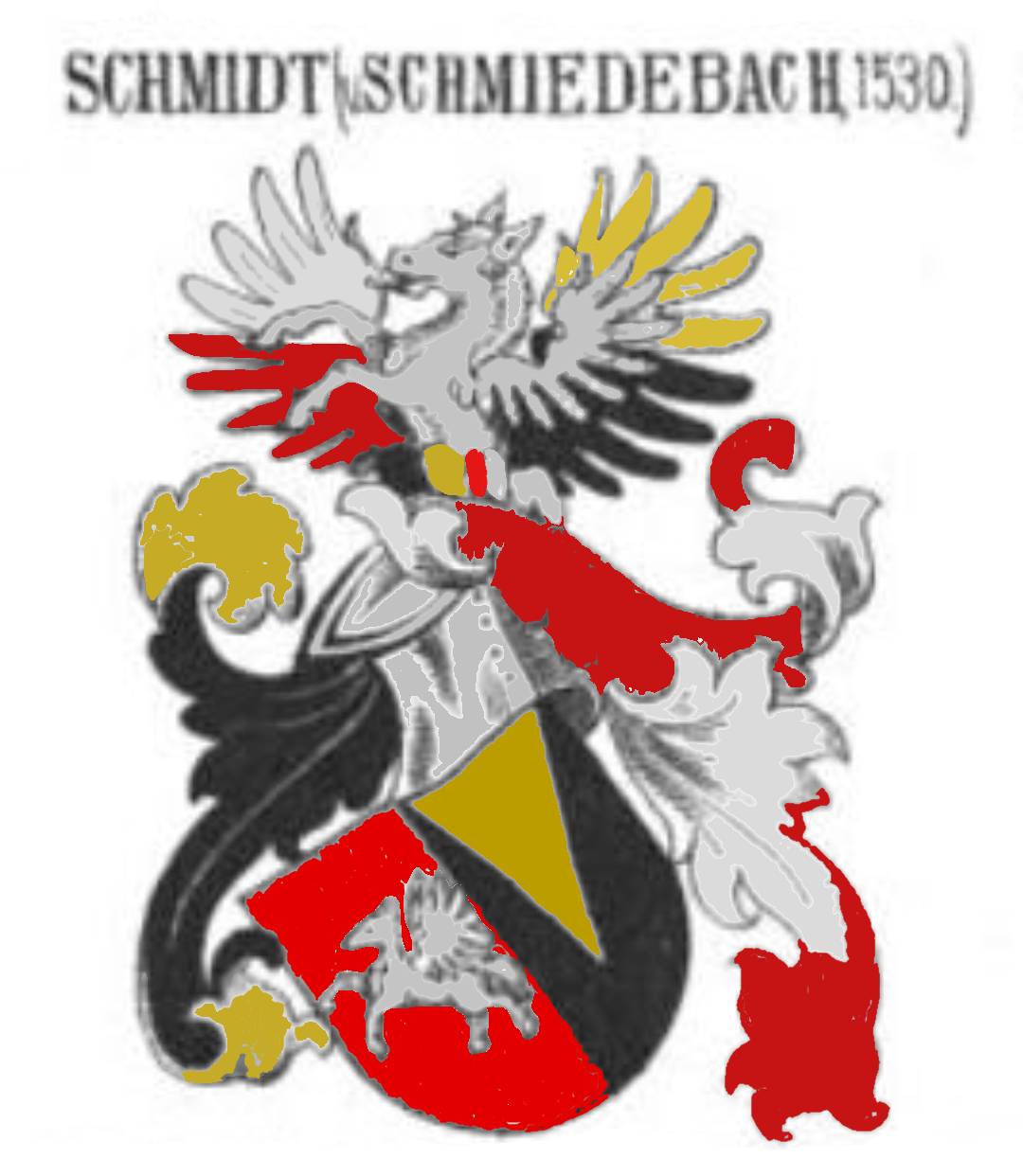
Wappen von 1530
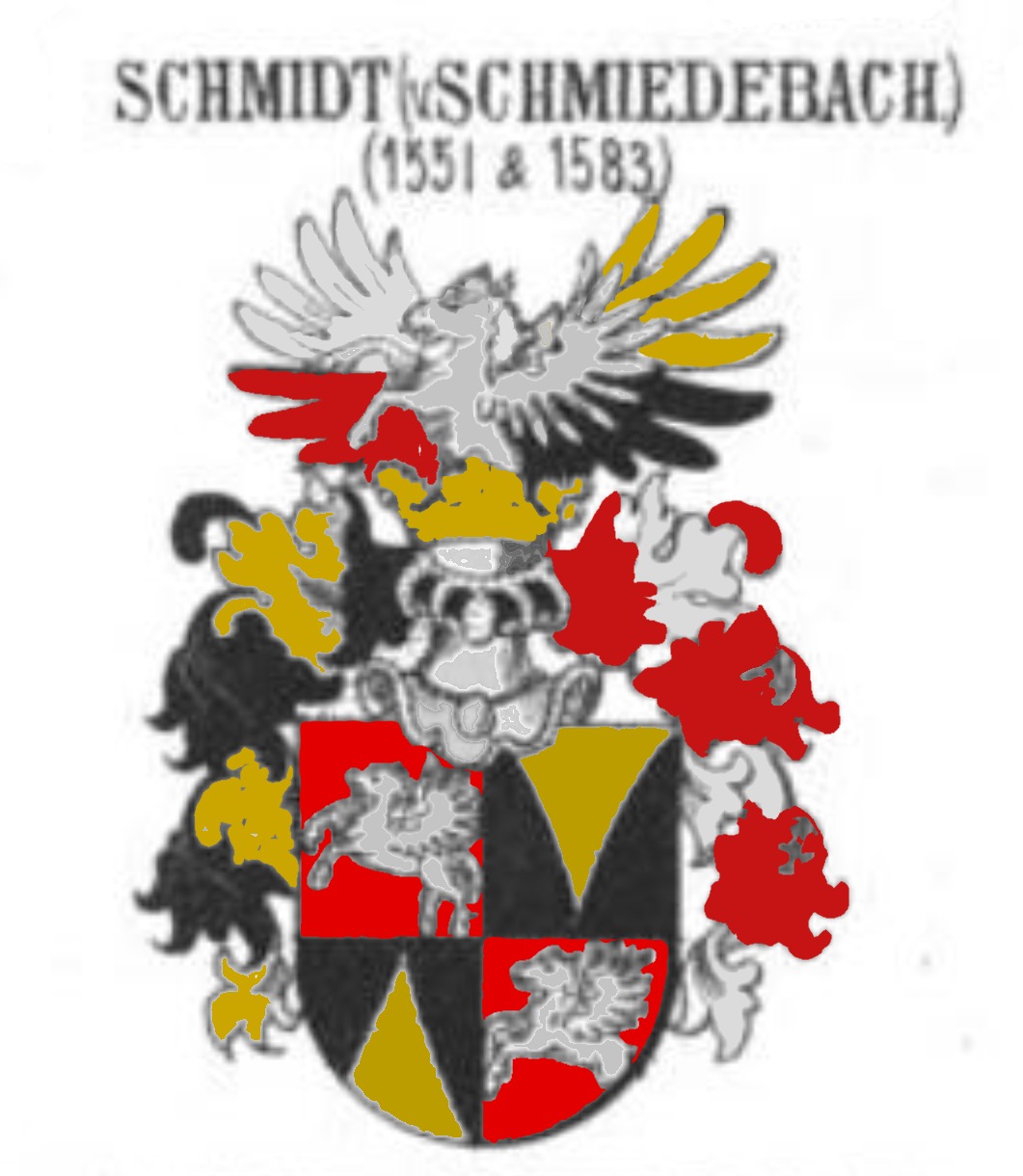
Wappen von 1551 und 1583
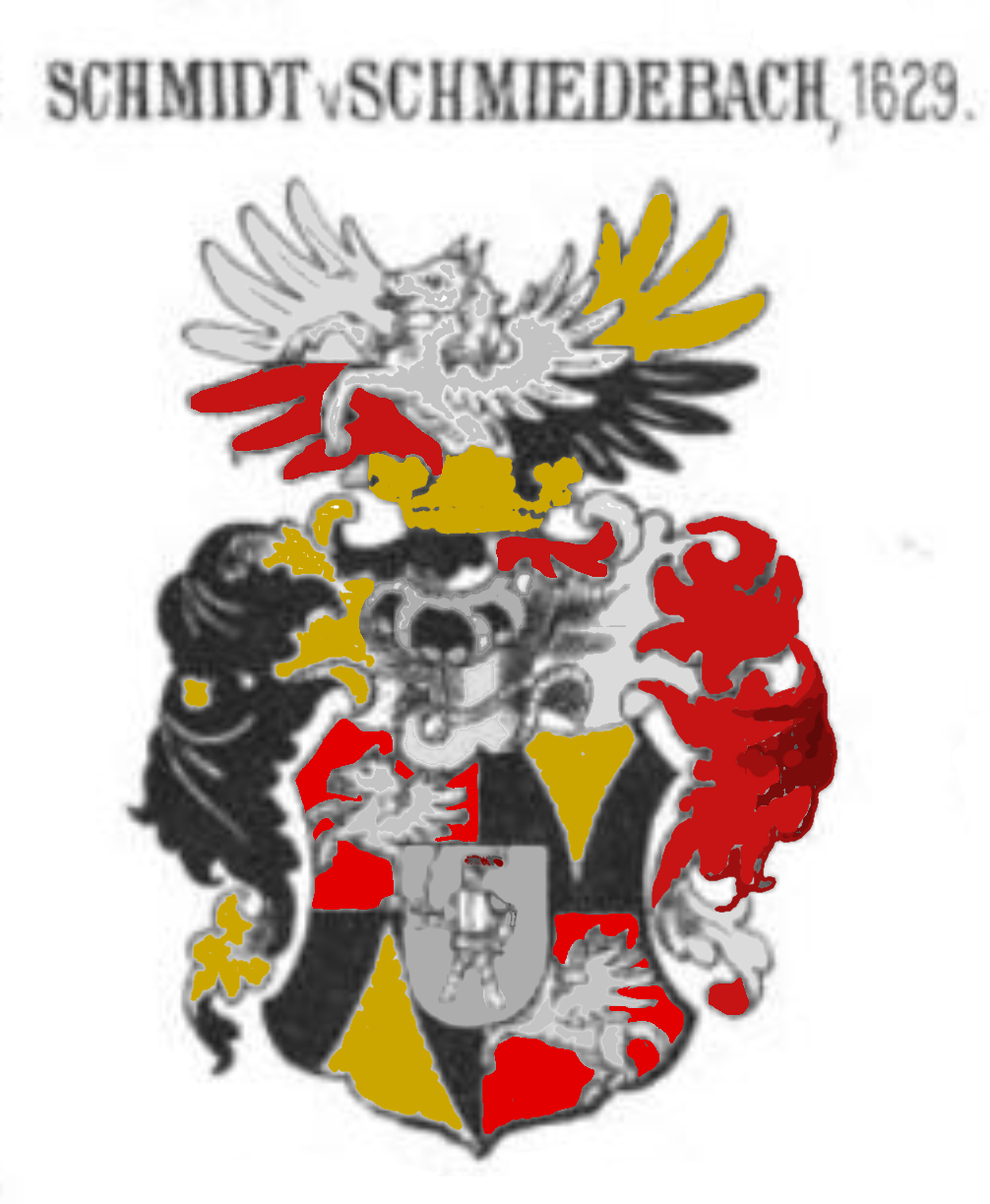
Wappen von 1629
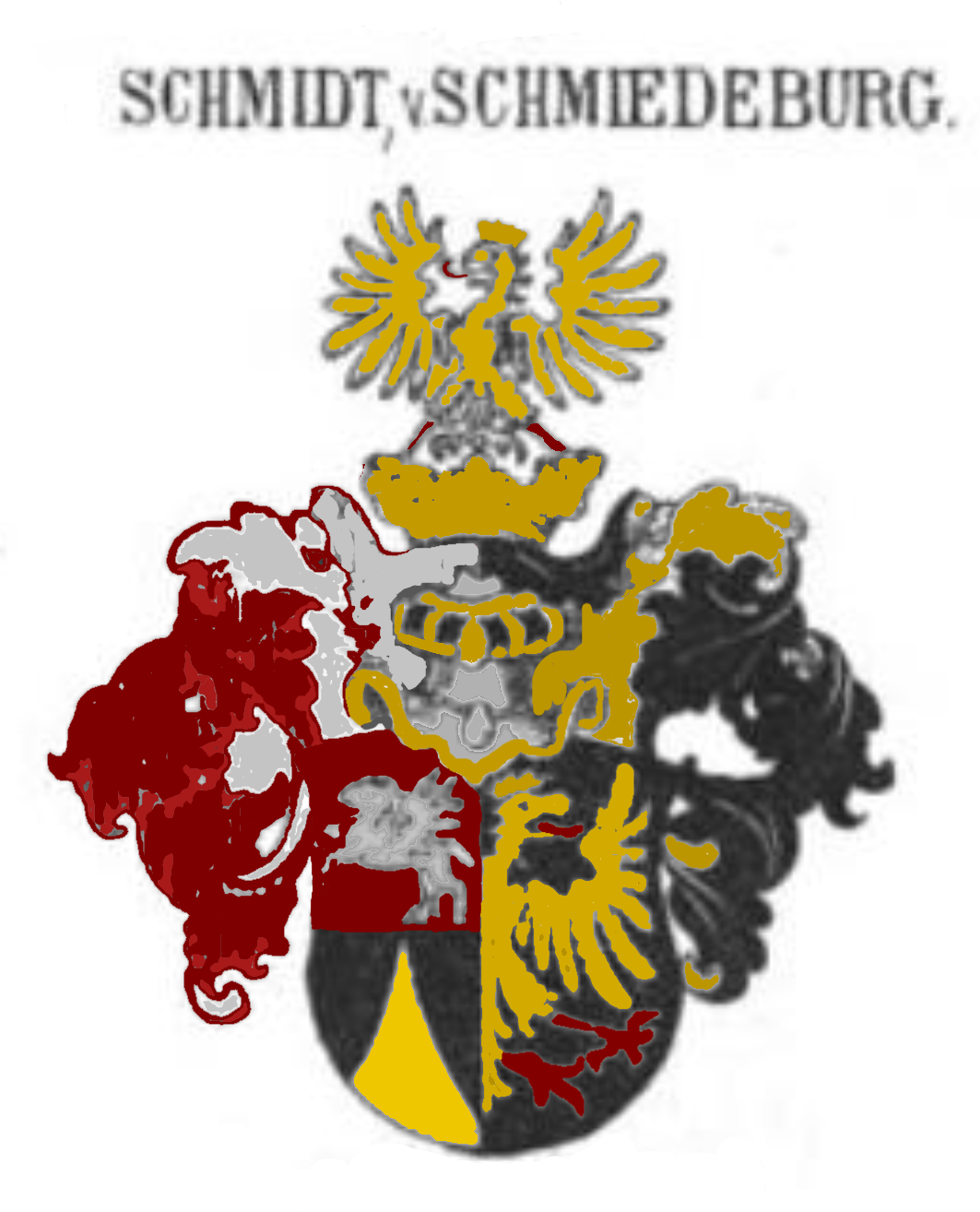
Wappen der Schmi(e)dt von Schmiedeburg von 1554